# Ulsterscy Konserwatyści i Unioniści – Nowa Siła
Ulsterscy Konserwatyści i Unioniści – Nowa Siła (ang. Ulster Conservatives and Unionists – New Force; UCUNF) - jest dwustronnym przymierzem wyborczym pomiędzy Ulsterską Partią Unionistyczną a Partią Konserwatywną stworzonym z myślą o wyborach do Parlamentu Europejskiego w 2009 oraz przyszłych wyborach w Irlandii Północnej.